# Малая Шалюга
Малая Шалюга — река в России, протекает в Пермском крае.

## Описание
Протекает через Красновишерский район Пермского края. Течёт преимущественно в южном и юго-западном направлениях. Устье реки находится в 170 км по правому берегу реки Вишера, примерно в 1,5 км ниже устья реки Прилучная возле скалы Гремячевский Камень. Длина реки составляет 14 км.

## Данные водного реестра
По данным государственного водного реестра России относится к Камскому бассейновому округу, водохозяйственный участок реки — Кама от водомерного поста у села Бондюг до города Березники, речной подбассейн реки — бассейны притоков Камы до впадения Белой. Речной бассейн реки — Кама.
По данным геоинформационной системы водохозяйственного районирования территории РФ, подготовленной Федеральным агентством водных ресурсов:
- Код водного объекта в государственном водном реестре — 10010100212111100004730
- Код по гидрологической изученности (ГИ) — 111100473
- Код бассейна — 10.01.01.002
- Номер тома по ГИ — 11
- Выпуск по ГИ — 1